# Jean-Pierre Abelin
Pour les articles homonymes, voir Abelin.
Jean-Pierre Abelin, né le 3 septembre 1950 à Poitiers, est un homme politique français. Député de la Vienne à plusieurs reprises entre 1978 et 2012, il est maire de Châtellerault depuis 2008.

## Biographie

### Enfance et Formation
Il est le fils de Pierre Abelin, ancien maire de Châtellerault, ancien député de la Vienne et ancien ministre, et de Geneviève Abelin (née Terrat-Branly) également maire de Châtellerault, et l'arrière-petit-fils d'Édouard Branly, inventeur de la TSF.
Il suit ses études secondaires au lycée Condorcet, puis obtient une licence d'histoire à l'université Paris-Nanterre, une maîtrise de gestion à l'université Paris Dauphine en 1971, et le diplôme de l’Institut d'études politiques de Paris en 1973. En 1975, il obtient un DESS en économie régionale et aménagement du territoire à l’université de Poitiers.
Il est admis au concours d'adjoint de directeur de la Banque de France en 1976.

### Entourage familial
La famille de Jean-Pierre Abelin s'est liée à la vie politique picto-charentaise. Ses parents ont tous deux été maire de Châtellerault et son épouse est la sœur d'Alain Fouché, sénateur honoraire de la Vienne. Véronique Abelin-Drapron, sa fille, est vice-présidente du conseil départemental de la Charente-Maritime et l'épouse de Bruno Drapron, maire de Saintes.

### Carrière professionnelle
Longtemps membre de l'UDF, il rejoint le 10 mai 2007 le Nouveau Centre, tout en expliquant sur son blog la raison de sa non-adhésion au MoDem.
Élu député de la quatrième circonscription de la Vienne avec 57,94 % en 1993, 50,02 % en 1997, 59,97 % en 2002 puis 56,62 % en 2007, il annonce, en janvier 2008, sa candidature à la mairie de Châtellerault face au maire sortant socialiste, Joël Tondusson. Bénéficiant d'une triangulaire à gauche, il remporte l'élection avec 44,7 % des voix contre 37,9 % pour Tondusson. Son suppléant est Jean Touret ancien maire de Loudun et ancien conseiller général du canton de Loudun.
En juin 2012, il perd son mandat lors des élections législatives au profit de l'écologiste du parti EELV Véronique Massonneau.
En décembre 2016, dans le cadre de son mandat de maire de Châtellerault, Jean-Pierre Abelin demande publiquement des précisions au Gouvernement sur l'enquête menée pour établir le niveau de taxe d'habitation.
Il est réélu en 2020 au 1er tour.

## Mandats parlementaires
Député
- Du 3 avril 1978 au 22 mai 1981 : député de la deuxième circonscription de la Vienne
- Du 2 avril 1986 au 14 mai 1988 : député de la quatrième circonscription de la Vienne
- Du 2 avril 1993 au 17 juin 2012 : député de la quatrième circonscription de la Vienne

Parlement européen
- Du 24 juillet 1984 au 25 mai 1989 : député européen

## Mandats actuels
- Depuis le 16 mars 2008 : maire de Châtellerault
- Depuis avril 2008 : président de la communauté d'agglomération du grand châtelleraudais

## Anciens mandats locaux dans laVienne
Conseil général
- Du 1er juillet 1977 au 21 mars 1982 : conseiller général
- Du 22 mars 1982 au 9 mars 2008 : Vice-président du conseil général
- Du 10 mars 2008 au 10 avril 2008 : conseiller général
- Du 29 mars 2015 au 1er juillet 2021 : conseiller départemental

Conseil municipal
- Du 14 mars 1983 au 30 septembre 2000 : conseiller municipal de Châtellerault